# Thecla phrutus
Thecla phrutus är en fjärilsart som beskrevs av Jacob Hübner 1832. Thecla phrutus ingår i släktet Thecla och familjen juvelvingar. Inga underarter finns listade i Catalogue of Life.